# 加速電圧
加速電圧（かそくでんあつ、英: acceleration voltage）とは、加速器において、任意の方向に対する荷電粒子の有効電圧のことを指す。通常は、荷電粒子の進行方向に対する電圧を指す。
イオンは、高電圧で加速されることによって、エネルギーを得る。